# Живков, Христо
Хри́сто Жи́вков (болг. Христо Живков; 18 февраля 1975, София, Болгария — 31 марта 2023, Лос-Анджелес, Калифорния) — болгарский киноактёр. Мировую известность получил после роли Иоанна Богослова в фильме Мела Гибсона «Страсти Христовы».

## Избранная фильмография
- 2001 — Великий Медичи: рыцарь войны — Джованни де Медичи
- 2004 — Страсти Христовы — Иоанн Богослов
- 2007 — Гнездо жаворонка — Саркис
- 2009 — Барбаросса — Жерардо Негро
- 2011 — День рождения Дэвида — Леонард
- 2014 — Невидимый мальчик — Андрей